# 林美作守
林美作守（1516年—1556年）是日本戰國時代武將。織田氏家臣。別名通具（はやし みちとも，本名尚有爭議，出自於《林八郎左衛門系圖》，而「美作守」出自於信長公記）。父林通安。兄林秀貞。
天文22年（1554）跟隨兄長秀貞參與主君信長的初陣，但開戰前林秀貞跟林通具兄弟卻突然撤退，轉往前田長定的荒子城。兩年後（1556）與柴田勝家合謀擁立織田信行取代信長，被信長得知後，與異母弟織田信時二人聯袂來到那古野城訪問，美作守認為機不可失，建議強迫信長切腹，但林秀貞認為手刃侍奉三代的主君不可行而反對，信長等人於是平安返回，但不久織田信行仍舉兵對抗信長，稻生之戰開打，柴田勝家負傷降伏（後被免罪，成為首席家老），美作守被信長斬殺。一說美作守和信長方黑田半平單挑時重傷疲累，被信長助力斬首。